# Plaża w Pourville
Plaża w Pourville (fr. La Plage de Pourville) – jedyny w polskich zbiorach obraz Claude’a Moneta, namalowany w 1882 roku, przedstawiający impresjonistyczną wizję plaży w miejscowości Pourville.

## Opis
Obraz utrzymany jest w tonacji błękitno-zielono-żółtej. Plażę z skałą Amont widać z wysokości klifu. Wieś rybacka Pourville znajduje się po prawej stronie. Po lewej znajduje się zatoka Dieppe.
Obraz był malowany w plenerze, na skalnym urwisku w Varengeville. Podczas badań w tkance malarskiej trafiono na ziarna piasku. Dzieło stanowi część cyklu z Pourville, do którego należą też: Sieci rybackie w Pourville oraz Spacer po klifie w Pourville. Wymiary obrazu wynoszą 60 × 73 cm.

## Historia
Początkowo obraz należał do kolekcji Paula Duranda-Ruela. W 1906 roku obraz został zakupiony z wystawy sprzedażnej dzieł impresjonistów, zorganizowanej przez marszanda Paula Cassirera, przez niemieckie towarzystwo artystyczne Deutsche Gesellschaft für Kunst und Wissenschaften, Abteilung für Kunst und Kunstgewerbe. 12 lipca 1906 roku obraz zdeponowano w ówczesnym Kaiser Friedrich Museum (dzisiejsze Muzeum Narodowe w Poznaniu). W 1943 roku obraz został wywieziony przez wojska niemieckie do Saksonii, skąd Armia Czerwona przewiozła go jako mienie zdobywcze do ZSRR, gdzie miał zostać przeznaczony do Ermitażu w Leningradzie. W 1956 roku obraz powrócił do Poznania. W latach 70. XX wieku obraz wystawiano w Pałacu w Rogalinie, będącym oddziałem Muzeum Narodowego w Poznaniu. W 1990 roku podjęto decyzję o ponownym przeniesieniu obrazu do Poznania.

### Kradzież
Obraz, który pomimo wysokiej wartości nie został ubezpieczony ani zabezpieczony, skradziono z poznańskiego Muzeum 17 września 2000 roku. Brak obrazu dostrzeżono dwa dni później. Złodziej podłożył kopię, wcześniej wyciąwszy oryginał wzdłuż wszystkich krawędzi z ramy. Podczas wycinania uszkodził sygnaturę artysty.
Śledztwo w sprawie kradzieży umorzono w 2001 roku, jednak z uwagi na duże znaczenie obrazu dla polskiej kultury, nadal podejmowano działania mające na celu odnalezienie dzieła sztuki. Ostatecznie dzieło odnaleziono 12 stycznia 2010 roku. Złodziejem okazał się Robert Z. Swój czyn motywował rozmiłowaniem w sztuce Moneta. Sprawca nie planował dalszej sprzedaży obrazu, lecz ukrył go za szafą w mieszkaniu rodziców. Obraz wrócił do Muzeum 15 stycznia 2010 roku. W lipcu 2010 roku Robert Z. został skazany na trzy lata więzienia oraz musiał zwrócić Muzeum Narodowemu w Poznaniu 28 tys. złotych w celu częściowego pokrycia kosztów konserwacji dzieła.
Obraz został poddany zabiegom konserwatorskim. Prace zakończono w październiku 2010 roku. Pozostałością po wycięciu obrazu z ram jest uszkodzony podpis Moneta w prawym dolnym rogu.
Wartość płótna szacowana jest według różnych źródeł na sumę 1-7 milionów dolarów. W wyniku uszkodzenia sygnatury Moneta wartość obrazu spadła o połowę.

## W kulturze
Motyw kradzieży obrazu został wykorzystany w filmie familijnym „Tarapaty 2” (2020), według scenariusza i reżyserii Marty Karwowskiej.